# Eugenol
Eugenol ou óleo de cravo é um derivado do guaiacol substituído por uma cadeia de alil. Possui ação antisséptica e seus efeitos medicinais auxiliam no tratamento de náuseas, flatulências, indigestão e diarreia. Contém propriedades bactericidas, antivirais, e é também usado como anestésico e antisséptico para o alívio de dores de dente.
O eugenol é um composto químico aromático que está presente em: [cravo, canela, sassafrás e mirra. A nomenclatura IUPAC para o eugenol é 4-Alil-2-Metoxifenol e o número CAS é 97-53-0.

## Utilização odontológica
Em associação com o óxido de zinco é utilizado como cimento provisório e intermediário para determinados tipos de restaurações. É espatulado com o pó do óxido de zinco até a obtenção de uma massa seca com textura borrachoide.
O eugenol é retirado pelo destilador podendo ser um destilador artesanal ou industrial.
É o principal responsável pelo aroma característico de consultórios odontológicos.
Eugenol apresenta efeito anódino:
- Efeito obturante pela elevação do limiar de condução de fibras nervosas amielínicas.
- Efeito tóxico sobre as bactérias, o que diminui a produção de irritantes.
- Bom isolante térmico: substitui bem a dentina perdida pela cárie.